# Aligena texasiana
Aligena texasiana är en musselart som beskrevs av Robert Rees Harry 1969. Aligena texasiana ingår i släktet Aligena och familjen Lasaeidae. Inga underarter finns listade i Catalogue of Life.